# Síndrome de l'ovari poliquístic
La síndrome d'ovari poliquístic (SOP, o en la seva forma plural: síndrome dels ovaris poliquístics) és una forma d'hiperandrogenisme (un trastorn endocrí) que afecta aproximadament al 5% de totes les dones. Es produeix entre totes les races i nacionalitats, és el trastorn hormonal més comú entre les dones en edat reproductiva (12-45 anys), i és la principal causa d'infertilitat.
Altres denominacions són síndrome de Stein-Leventhal (nom original, que no s'utilitza en la literatura moderna), hiperandrogenisme ovàric funcional, hipertecosi d'ovari i la síndrome de l'ovari escleroquístic.
Les principals característiques són l'obesitat, l'anovulació (que resulta de la menstruació irregular), acne, i les quantitats excessives o els efectes dels andrògens (masculinització). Els símptomes i la severitat de la síndrome varien molt entre les dones. Si bé es desconeixen les causes, la resistència a la insulina, la diabetis mellitus i l'obesitat estan fortament correlacionades amb la SOP.

## Tractament
El tractament mèdic del SOP s'adapta als objectius del pacient. En termes generals, aquests poden ser considerats en quatre categories:
- Reducció dels nivells d'insulina
- Restauració de la fertilitat
- Tractament de l'hirsutisme o acne
- Restauració de la menstruació regular, i la prevenció de la hiperplàsia endometrial i càncer d'endometri

Intervencions generals que ajudin a reduir el pes o la resistència a la insulina poden ser beneficioses per a tots aquests objectius, ja que es creu que és la causa subjacent.
Així es considerarà:
- Reducció dels nivells d'insulina
  - Dieta hipocalòrica
  - Tractaments farmacològics: per exemple la metformina
- Per la infertilitat
  - Per induir l'ovulació: clomifèn (Omifin), gonadotropines (preparats de FSH)
- De l'hirsutisme, l'acne i la regularització de la menstruació
  - Anticonceptius amb ciproterona (en combinació amb l'etinilestradiol) (EFG, Diane)

## Complicacions SOP
- Esterilitat.
- Diabetis gestacional o pressió arterial alta causada per l'embaràs.
- Prediabetis o diabetis tipus 2.
- Avortament espontani o naixement prematur.
- Acumulació de greix al fetge i possible inflamació d'aquest.
- Pressió arterial alta, nivells anormals de colesterol o triglicèrids.
- Apnea del son.
- Depressió, ansietat i trastorns de l'alimentació.
- Sagnat uterí anormal.
- Càncer d'endometri.